# 神秘海域系列
《秘境探險》系列是索尼互動娛樂（SIE）旗下工作室顽皮狗為PlayStation平台開發的動作冒險遊戲系列，由艾米·亨尼格創造。故事跟隨寶藏獵人奈森·德瑞克到世界各地解開不同歷史謎團。
本系列濫觴於在PlayStation 3發行的《秘境探險：黃金城秘寶》（2007），隨之而來的續集為《秘境探險2：盜亦有道》（2009）、《秘境探險3：德瑞克的騙局》（2011）以及在PlayStation 4發行的《秘境探險4：盜賊末路》（2017）。前傳《秘境探險：黃金深淵》於2011年在索尼的PlayStation Vita上發行，緊接著在2012年推出衍生卡牌遊戲《秘境探險：寶藏爭奪》。獨立遊戲《秘境探險：失落的遺產》於2017年發行，由克洛伊·佛瑞茲作為可操控的遊戲主角。
本系列在全世界獲得廣泛回響及商業成功，銷量超過四千一百萬份，成為史上最賣座系列遊戲之一。主系列遊戲得到評論家與遊戲發行商的大量好評，認為其提升單人遊戲的水準，稱讚其高生產價值、故事敘述、角色設計與動畫、配音、逼真畫面、技術發明、配樂、遊玩機制，以及帶給玩家有如電影般的遊戲體驗。本系列經常與好萊塢動作冒險電影有所連結。
根據頑皮狗前開發人員盧卡斯·波普，本系列從《戰爭機器》系列得到啟發；在《戰爭機器》第一部發行後，《秘境探險》第一部被推遲，以使各種核心遊戲玩法及技術元素與前者更相似。
《秘境探險》系列在評價與商業上的成就，對PlayStation在第七與第八世代遊戲機獲得成功至關重要，並使頑皮狗在遊戲業界享負盛名。

## 系列作品
| 年份            | 標題                     | 開發商                   | 發行平台                         |
| --------------- | ------------------------ | ------------------------ | -------------------------------- |
| 2007            | 秘境探險：黃金城秘寶     | Naughty Dog              | PlayStation 3                    |
| 2009            | 秘境探險2：盜亦有道      | Naughty Dog              | PlayStation 3                    |
| 2011            | 秘境探險3：德瑞克的騙局  | Naughty Dog              | PlayStation 3                    |
| 2011            | 秘境探險：黃金深淵       | Bend Studio              | PlayStation Vita                 |
| 2012            | 秘境探險：寶藏爭奪       | Bend Studio              | PlayStation Vita                 |
| 2015            | 秘境探險：奈森德瑞克合輯 | Bluepoint Games          | PlayStation 4                    |
| 2016            | 秘境探險4：盜賊末路      | Naughty Dog              | PlayStation 4、Microsoft Windows |
| 2016            | 秘境探險：寶藏獵人       | Playspree                | Android, iOS                     |
| 2017            | 秘境探險：失落的遺產     | Naughty Dog              | PlayStation 4、Microsoft Windows |
| 2022            | 秘境探險：盜賊傳奇合集   | Naughty Dog、Iron Galaxy | Microsoft Windows、PlayStation 5 |
| 註腳： 1. 2. 3. |                          |                          |                                  |

### 主系列
| 2007 | 黃金城秘寶     |
| 2008 |                |
| 2009 | 盜亦有道       |
| 2010 |                |
| 2011 | 德瑞克的騙局   |
| 2011 | 黃金深淵       |
| 2012 | 寶藏爭奪       |
| 2013 |                |
| 2014 |                |
| 2015 | 奈森德瑞克合輯 |
| 2016 | 盜賊末路       |
| 2016 | 寶藏獵人       |
| 2017 | 失落的遺產     |
| 2018 |                |
| 2019 |                |
| 2020 |                |
| 2021 |                |
| 2022 | 盜賊傳奇合集   |

- 秘境探險：黃金城秘寶（2007）

《秘境探險》第一部由索尼於2006年洛杉磯E3展上發布，但直到2007年2月它的標題才被公佈。本作在歐洲於2007年12月7日發行，幾乎是在美國的三週之後。本作包含各種不同類型的玩法：利用掩體進行駁火、近戰、攀爬、在岩石或建築物間跳躍，和與環境互動以解決謎題。此外，玩家還有有機會操作吉普車、水上摩托車及反坦克炮。直到2012年8月，本作已售出425萬份。
- 秘境探險2：盜亦有道（2009）

2008年9月，在法國雜誌《PlayStation 3 Magazine》的版面中，頑皮狗副總裁克里斯多福·巴雷斯塔（Christophe Balestra）證實了第一部續作的開發。2008年12月，遊戲副標題《盜亦有道》被曝光，並發佈了第一支預告片。遊戲玩法比前作更豐富：在直升機與坦克的圍追堵截下逃跑、在行駛中的卡車間跳躍、與夥伴艾琳娜一起追趕一輛越野車、在火車上與敵人交戰。本作加入多人模式，玩家可以與電腦控制的角色競爭或合作。此外，本作還發布了四個DLC，以擴展多人遊戲的可能性。直到2011年12月，本作已售出490萬份。
- 秘境探險3：德瑞克的騙局（2011）

2010年12月9日，《娛樂周刊》在獨家報導中公開《秘境探險》第三部，兩天後該該遊戲則在斯派克電子遊戲大獎上正式公佈。與前幾部相同，遊戲玩法側重連續、快節奏的動作：跳到全速行駛的卡車上與敵人戰鬥、陷入沙漠中的飛機失事；此外，主角還能游泳及潛水。相較前作，敵人的AI得到強化，讓他們能作出主角的所有動作。多人遊戲得到擴展，增加新的模式、地圖、角色、武器、物品、獎牌和好友系統（Buddy System）。本作得到工作室大力支持，發佈許多免費更新及付費DLC，並提供寶藏獵人俱樂部服務，讓玩家能以低廉價格獲得所有DLC。發售當天，本作全球銷量達到380萬份，成為整個系列裡賣得最多最快的遊戲。
- 秘境探險4：盜賊末路（2016）

2013年11月，PlayStation 4主機發佈的同時公佈了《秘境探險》第四部。在2014年E3上，開發人員透露了它的標題，並宣布將於2015年PlayStation 4平台上單獨發行。2014年12月，本作在PlayStation Experience期間首次展示；幾天後，頑皮狗宣布本作是工作室的優先要務。2015年3月，為盡可能完善遊戲，發佈日期被推遲到2016年春季。故事將發生在馬達加斯加，奈森·德雷克要在那尋找傳說中的海盜樂園。與前幾部相比，本作降低了線性敘事的程度，提供更多開放性選擇，並更專注在角色發展上。

### 其它作品與合集
- 秘境探險：黃金深淵（2011）

2011年6月2日，索尼互動娛樂宣布，作為PlayStation Vita的首發遊戲之一，《秘境探險》系列的衍生作品《黃金深淵》。本作在日本與歐洲分別於2011年12月17日及2012年2月22日發行。與前幾部不同，本作由本德工作室開發。遊戲玩法與前幾部差不多，但在控制物體上有所變化，使玩家能使用PlayStation Vita的觸控螢幕和運動傳感器。本作無多人模式，但相比系列其它作品有更多解謎環節。.
- 秘境探險：寶藏爭奪（2012）

2012年11月19日，《秘境探險：寶藏爭奪》在歐洲PlayStation部落格上正式公佈，是索尼互動娛樂本德工作室、One Loop Games與頑皮狗聯合製作的動作冒險回合製電腦卡牌遊戲。遊戲基礎為建立一支由《秘境探臉》系列中英雄與反派組成的團隊，以派系卡為代表，然後用它們來對抗敵人；除此之外，還能使用資源與命運卡賦予英雄權力以取得優勢。
- 秘境探險：奈森德瑞克合輯（2015）

2015年6月4日，由藍點遊戲工作室開發的PlayStation 4遊戲《秘境探險：奈森德瑞克合集》正式公佈，為PlayStation 3遊戲《秘境探險》系列前三部的重製合集版，包含單人戰役，但刪除了多人模式。遊戲畫質由720p 30fps提升至1080p 60fps，強化打光、材質與建模，追加新獎盃，加入3種新遊玩模式與新難度，以及隨時暫停遊戲來拍攝紀念寫真的“照片模式”等豐富新要素。本作將附贈《盜賊末路》多人模式測試版代碼。預訂遊戲的玩家將獲得額外角色、金色AK-47及金色92FS武器。此外，在PlayStation Store訂購遊戲的用戶將收到《秘境探險：奈森德瑞克合集》的動態桌面。遊戲在歐洲與北美的發表時間分別為2015年10月7日及10月9日。2015年9月29日，《奈森德瑞克合集》試玩版在PlayStation Store上架，包含《秘境探險》系列第二部裡飽受戰火荼毒的尼泊爾。《奈森德瑞克合集》需佔44.46 GB容量。
- 秘境探險：寶藏獵人（2016）

在《盜賊末路》首映之際，該系列推出一款外傳益智遊戲，在Android和iOS的行動裝置上首次亮相，名為《秘境探險：寶藏獵人》。玩家控制奈森在由正方形區域組成的地圖上移動並操縱環境元素以到達指定目的地。角色可以收集寶藏、觸發各種機制，且必須避開陷阱才能生存。
- 秘境探險：失落的遺產（2017）

2016年12月3日，在PlayStation體驗活動期間公佈了《盜賊末路》的第一個獨立資料片。資料片名為《秘境探險：失落的遺產》，故事聚焦第四部結束後發生的事件。主角為克洛伊·佛瑞茲，她正努力尋找一件古董。遊戲裡，女主角探索許多地下場及和廢棄墳墓。遊戲於2017年8月22日首映。.
- 秘境探險：盜賊傳奇合輯（2022）

2021年，宣布製作包括《秘境探險：盜賊傳奇合輯》，即適用於PlayStation 5和PC的《秘境探險4：盜賊末路》和《秘境探險：失落的遺產》遊戲包。索尼主機版本將於2022年1月28日首次亮相，而個人電腦端口則於10月19日登陸Steam及Epic Games平台。PlayStation 5版本的遊戲將包括三種操作模式：仿真模式（4K和30fps）、效能模式（60fps）和效能+模式（1080p和120fps），以及減少載入時間、環繞音效，並會使用DualSense控制器的功能。個人電腦的端口由Iron Galaxy工作室負責創建。

## 共同元素

### 遊戲
《秘境探險》系列結合了動作冒險元素及第三人稱視角的3D平台。玩家必須完成各種體能挑戰以推進劇情，例如跳躍、游泳、攀岩及盪繩；此外，射擊、近戰與解謎也經常出現。在後續作品裡，還加入了駕駛、乘船及跑酷。
《秘境探險》系列透過地圖設計賦予相當的自由度。後續作品中包含開放世界設計元素，鼓勵自由漫遊來蒐集收藏品或潛行以躲避敵人。在《盜賊末路》中，加入主角與其他人物的補充對話以擴展角色發展。 《秘境探險》系列沿用傳統動作遊戲的結構，玩家通關來推進單一線性劇情，並藉由第三人稱視角進行導航。
射擊為本系列的核心，因為玩家需要對付一連串的敵人。雖然遊戲中武器種類繁多，但玩家只能攜帶一把手槍等副武器、一把步槍或霰彈槍等主要武器以及少量手榴彈。這些武器透過撿拾倒下敵人掉落的武器或在散佈地圖各處的角落獲得。玩家死亡會在特定關卡檢查點重生。
在《盜賊末路》中，新增可用來探索四周中的車輛，提供玩家隨心所欲開車的自由，儘管必須將車輛開到某個位置才能推進劇情。
《盜亦有道》加入多人遊戲。它具有競爭性和合作性的遊玩方式。合作多人模式允許最多三名玩家扮演德雷克及另外兩名“英雄”同伴，並提供包含槍戰、平台和團隊合作任務。如果隊友受重傷或被敵人抓住，玩家還能幫助他們。競爭性多人遊戲允許最多十名玩家分為兩個五人隊伍互相對抗。有六種競爭模式，包括單人或團隊死亡競賽以及團隊合作任務。《盜賊末路》加入生存模式，需要對付一波又一波越來越強的敵人。此外，多人遊戲允許玩家累積積分與排名，用來為英雄和反派購買更多皮膚。

### 設定
《黃金城秘寶》的遊戲背景為巴拿馬海岸、亞馬遜雨林及南美洲海岸附近的一座未知島嶼。《盜亦有道》為該系列第一個嘗試多語言環境的作品，以中國最南端的青藏高原雪山景觀、伊斯坦堡的博物館、婆羅洲的叢林和尼泊爾的城市景觀為遊戲背景。後續作品遵循這一概念，《德瑞克的騙局》包含倫敦和哥倫比亞的街道、法國與敘利亞的城堡、葉門的城市及魯布哈利沙漠。
《盜賊末路》包含巴拿馬監獄、義大利莊園、蘇格蘭大教堂、馬達加斯加的幾處地點及離非洲不遠的許多印度洋未知島嶼，以影射萊伯塔利。波士頓及紐奧良也作為主要人物居住的地方登場。
前傳遊戲《黃金深淵》包含巴拿馬森林中的挖掘處及其它幾個地點；獨立衍生作品《失落的遺產》則包含印度西高止山脈及其周邊地區、一個小型市集和坦米爾那都邦的一座城市。
該系列出現的許多地點都進行過大量研究。開發團隊、導遊與建築歷史學家組織了實地考察，拍攝很多照片及數小時錄影，以在遊戲裡正確呈現細節。

### 主要人物
本系列納入眾多配音人員，此乃基於開發團隊決定讓較著名的遊戲角色使用較低調不張揚的演員。只有三名遊戲角色出現在每部作品，其中克洛伊·佛瑞茲（Chloe Frazer）是唯一在這三名角色之外的可遊玩單人角色：
- 奈森·德瑞克（Nathan Drake）

諾蘭·諾斯飾演
一位帶有陰暗過去的寶藏獵人。身強體壯、智商很高、自學歷史及許多語言，疑似是法蘭西斯·德瑞克爵士的後代。頑皮狗賦予奈森鮮明的人格特質，讓他經常大聲說出心聲，或是對自身的處境提出評價及抱怨，因為他們不希望他表現得平凡無奇。雖天生英俊，奈森的外表其實很一般而非特別健壯，經常穿素色上衣及牛仔褲來表現一種“每個人的特質（the everyman persona）”。此外，諾蘭經常把自己的人格特質加進奈森中，在許多場景及部分角色對白中即興發揮。
- 艾蓮娜·費許（Elena Fisher）

艾蜜莉·羅絲飾演
一位調查記者，經常與奈森的旅途產生交叉。兩人後來交往，最終結婚並育有一女。頑皮狗起初單純將艾蓮娜塑造成奈森的跟班與浪漫發展對象，並將性格設計成與奈森互補。然而隨劇情發展，她變得在槍戰及謀略上與奈森旗鼓相當。羅絲評價道“在第一部中，她很年輕、非常單純，對所有事都抱有期待；到了第二部，在見過死亡與冒險後...你能在她身上看到一個人的成長。她變得較為猶豫，且有點憤世嫉俗”。
- 維特·蘇利文（Victor Sullivan）

理查·麥克哥納爾飾演
一味身懷絕技的旅行家及前美國海軍軍官，會開飛機和潛水艇，在槍戰中表現與奈森相當，並善於天文航海。蘇利文是奈森的導師，在哥倫比亞收留了還是流浪孤兒的他，兩人既是師徒又如父子。頑皮狗將他設計成符合“每個人的特質（the everyman persona）”，例如穿古巴襯衫、卡其褲及抽雪茄。他還經常欠債，常常需要別人資助他和奈森的尋寶冒險。
- 克洛伊·佛瑞茲（Chloe Frazer）

克勞蒂亞·布雷克飾演
唯一一位系列主角群以外的可遊玩單人角色。克洛伊被設計成遊戲主角的黑暗版及艾蓮娜的鮮明對比。她是個衝動魯莽的冒險家，機智、狡猾且追求樂趣，並會利用自身性別優勢與性魅力來達成目的。起初，她表現得很自私，只關心自己的目標，後來發現其實是非常忠誠和意志堅定的人。她在槍戰與打鬥上與奈森和蘇利文同樣優秀，布雷克也會即興發揮部分對白來塑造克洛伊的人格特質。

## 其它媒體

### 小說
- 秘境探險：第四迷宮

出版於2011年10月，由克里斯多福·戈登撰寫及Del Rey Books出版，故事關於代達洛斯的迷宮——希臘神話中用來關押怪物米諾陶洛斯的地方。

### 漫畫
- 秘境探險：因陀羅之眼

索尼互動娛樂於2009年10月23日發行動作漫畫《秘境探險：因陀羅之眼》四部中的第一部。此為《秘境探險：黃金城秘寶》的前傳。第二部於11月25日發行，第三部與第四部則同時於12月7日發行。
- 秘境探險：黃金城秘寶

遊戲《秘境探險：黃金城秘寶》中序章的改編漫畫，描述從發現法蘭西斯·德瑞克的棺材到第一次與反派加百列・諾曼對峙的劇情，使用與遊戲相同的錄音片段。
- 秘境探險（2011年漫畫）

2011年11月30日由DC漫畫發行、約書亞·威廉姆森（Joshua Williamson）撰寫、塞爾吉奧·桑多瓦爾（Sergio Sandoval）作畫及亞當·休斯（Adam Hughes）設計封面。故事中，奈森·德瑞克展開前往地心的旅程以找到琥珀宮。

### 改編電影
- 秘境探險（2022年電影）

魯賓·弗來舍執導、阿特·馬庫姆和馬特·霍洛韋編劇，屬於遊戲前傳，由執行製片人湯姆·霍蘭飾演奈森·德瑞克、馬克·華伯格飾演維克·蘇利文，安東尼奧·班德拉斯、蘇菲亞·泰勒·艾里及塔蒂·嘉布莉兒也確定出演，於2022年2月18日在美國上映，製片商為哥倫比亞影業、亞特拉斯娛樂、阿拉德製片公司及PlayStation製片公司，發行商則為索尼影視娛樂。主體拍攝於2020年3月16日在柏林開始，卻因COVID-19疫情於三月中旬中斷。有人猜測7月15日將恢復拍攝，索尼影業澄清雖尚未恢復拍攝，他們正在進行準備，期望電影製作能盡快開始。電影於7月20日在德國恢復拍攝。8月5日，班德拉斯在檢測出COVID-19陽性後暫時離開劇組，並在八月下旬痊癒後回到劇組。9月16日，拍攝移往柏林並公開劇照。2020年10月29日電影殺青。
- 粉絲自製電影（英语：Uncharted Live Action Fan Film）

2018年7月，導演艾倫·安格爾發佈了一部15分鐘非官方改編微電影，由奈森·菲利安飾演奈森·德瑞克並已為該角色宣傳多年。此片收穫大量好評，尤其是菲利安的表演，以及越肩視角所呈現出類似射擊遊戲的動作場景。本片尚有史帝芬·朗飾演維克·蘇利文、莫西婭・夢露飾演伊蓮娜·費雪、小厄尼・雷耶斯及吉諾·席格斯。本片收穫的評價引發關於官方電影原訂計畫是否受到影響的猜測。頑皮狗副總裁尼爾·德魯克曼在Twitter為該短片送出一個愛心貼圖，電影導演薛恩·李維亦表示稱讚。

## 評價
| 游戏                     | Metacritic |
| ------------------------ | ---------- |
| 秘境探險：黃金城秘寶     | 88/100     |
| 秘境探險2：盜亦有道      | 96/100     |
| 秘境探險3：德瑞克的騙局  | 92/100     |
| 秘境探險：黃金深淵       | 80/100     |
| 秘境探險：寶藏爭奪       | 67/100     |
| 秘境探險：奈森德瑞克合輯 | 86/100     |
| 秘境探險4：盜賊末路      | 93/100     |
| 秘境探險：寶藏獵人       | 77/100     |
| 秘境探險：失落的遺產     | 84/100     |

《秘境探險》系列在評論界和商業上都取得了重大成功。直到2017年9月，該系列在全球售出超過4100萬份。該系列的大部分讚譽都歸功於頑皮狗製作和呈現的畫面，以及故事與配音，GamesRadar將其列為第七世代第二好的系列遊戲。《秘境探險》系列因拉高頑皮狗的聲譽而廣受讚譽，並被認為是業內最好的開發商之一。
作為該系列的主角，奈森·德瑞克被視為PlayStation的吉祥物，而《秘境探險2：盜亦有道》被認為是有史以來最偉大的遊戲之一。它獲得了超過50項年度最佳遊戲獎，評論家稱其為遊戲里程碑。該遊戲目前是Metacritic上評分最高的PlayStation 3遊戲之一。《秘境探險4：盜賊末路》亦被評為該系列中最好的遊戲之一，也是第八世代最好的電子遊戲之一。

### 銷量
該系列打破了多項銷售記錄。《秘境探險：黃金城秘寶》是PlayStation Essentials系列的成員，全球銷售超過260萬份。《秘境探險2：盜亦有道》在發行當月是銷量最高的遊戲，且在其生命週期結束時，直到2011年，這些遊戲的總銷量超過1300萬份。頑皮狗的產品行銷經理阿薩德·奎茲爾巴什透露，《秘境探險3：德瑞克的騙局》的銷量是前作的兩倍多，“遠遠”超出他們的預期，最終該遊戲讓《秘境探險》系列見證了全球超過1700萬份的銷量。在屬於主系列的《秘境探險4：盜賊末路》發行之前，索尼透露《秘境探險》系列已在全球售出超過2800萬份。
《秘境探險4：盜賊末路》是該系列迄今為止最暢銷的作品，已售出超過1500萬份，使其成為有史以來最暢銷的PlayStation 4遊戲之一。在2017年12月的PlayStation Experience活動慶祝該系列10週年的小組討論中，包括《秘境探險：失落的遺產》擴充包在內的累計銷售額顯示該系列已在全球售出4170萬份。
| 年份                 | 遊戲                     | 銷量         | 獲得獎項                                            |
| -------------------- | ------------------------ | ------------ | --------------------------------------------------- |
| 2007                 | 秘境探險：黃金城秘寶     | 400萬份以上  | PS3 Greatest Hits, PlayStation Essentials, The Best |
| 2009                 | 秘境探險2：盜亦有道      | 700萬份以上  | PS3 Greatest Hits, PlayStation Essentials, The Best |
| 2011                 | 秘境探險3：德瑞克的騙局  | 600萬份以上  | PS3 Greatest Hits, PlayStation Essentials, The Best |
| 2011                 | 秘境探險：黃金深淵       | 50萬份以上   | PS Vita The Best                                    |
| 2012                 | 秘境探險：寶藏爭奪       |              |                                                     |
| 2015                 | 秘境探險：奈森德瑞克合輯 | 500萬份以上  | PS4 Greatest Hits, PlayStation Essentials, The Best |
| 2016                 | 秘境探險4：盜賊末路      | 1500萬份以上 | PS4 Greatest Hits, PlayStation Essentials, The Best |
| 2016                 | 秘境探險：寶藏獵人       |              |                                                     |
| 2017                 | 秘境探險：失落的遺產     | 100萬份以上  | PS4 Greatest Hits, PlayStation Essentials           |
| 總銷量：4170萬份以上 |                          |              |                                                     |

### 榮譽
《秘境探險：黃金城秘寶》被IGN評為年度PS3遊戲。
《秘境探險2：盜亦有道》獲得了2009年斯派克電子遊戲大獎（年度遊戲、最佳PS3遊戲和最佳畫面）和2010年英國學院遊戲獎（故事、動作、音效、原創配樂）的多個獎項。該作還分別在第13屆年度D.I.C.E.大獎與第10屆年度遊戲開發者選擇獎獲得10個和5個獎項。這是2009年獲得最多年度遊戲獎的遊戲。
《秘境探險3：德瑞克的騙局》在2011年斯派克電子遊戲大獎（最佳PS3遊戲、最佳畫面）和第15屆年度D.I.C.E.大獎（傑出視覺工程成就、傑出藝術指導成就、傑出動畫成就）中獲得多項獎項。該作還獲得美國編劇工會獎的電子遊戲編劇獎和遊戲開發者選擇獎的最佳視覺藝術獎。它是2011年獲得最多年度遊戲獎的遊戲之一。
《秘境探險4：盜賊末路》獲得了2016年遊戲大獎（最佳敘事、最佳表演）和D.I.C.E.大獎的多項獎項（年度冒險遊戲、傑出故事成就、傑出技術成就、傑出動畫成就）。該遊戲還獲得了第13屆英國學院遊戲獎的最佳遊戲獎、金搖桿獎的年度PlayStation遊戲和帝國獎的最佳電子遊戲獎。它是2016年獲得最多年度遊戲獎的遊戲。
《秘境探險：失落的遺產》分別在NAVGTR獎和威比獎贏得兩個獎項（遊戲、遊戲劇場的冒險系列與音效編輯）和一個獎項（配樂／音效設計）。